# Musée du Vitrail
Le Musée du Vitrail de Grand Poitiers est l’une des rares structures consacrées au vitrail en France. Il est installé dans une partie non-cultuelle de l’église Saint-Martin de Curzay-sur-Vonne, dans la Vienne depuis 1988. Il est rattaché à Grand Poitiers Communauté urbaine depuis janvier 2017.
Le Musée du Vitrail propose un éclairage sur l’histoire de cet art ancestral, les différentes techniques de fabrication et il met à l’honneur le vitrail contemporain. Il valorise les œuvres et les artistes verriers dont la vision moderne du vitrail contribue à sa richesse et sa diversité. Il propose de découvrir le vitrail dans ses dimensions historiques, artistiques et techniques à travers son parcours permanent, ses expositions temporaires et les actions mises en place dans son Atelier.
Le parcours permanent présente, au rez-de-chaussée, une partie de la collection du Musée, des vitraux religieux mais également civils du XVe siècle à nos jours, où murs didactiques et tactiles, vidéos, tablettes participent à une scénographie pédagogique accessible pour chaque visiteur. Les expositions temporaires, installées à l’étage, proposent de découvrir suivant une thématique annuelle donnée des créations d’artistes verriers contemporains.
Le Musée du Vitrail, ouvert d’avril à novembre, propose des visites guidées, des audioguides en trois versions (adulte et enfant en français, et adulte en anglais), et pour le jeune public un espace ludique.
L’Atelier, situé en face du Musée, ouvre ses portes toute l’année et propose des ateliers adaptés suivant les publics accueillis (enfants dès 3 ans, adultes, personnes en situation de handicap, scolaires), des stages adultes d’initiation à la pratique du vitrail (technique traditionnelle au plomb) guidés par un vitrailliste professionnel, des temps d’échanges, de découverte et de démonstrations avec des artistes verriers, des résidences d’artiste estivales.

## Histoire: une église, un Musée
L’église primitive était située au nord-est du village. Elle est détruite pendant les guerres de Religion au XVIe siècle. Le service paroissial est alors transféré dans la chapelle Notre-Dame-de-la-Recouvrance construite par un seigneur de Curzay-sur-Vonne au début du XVIe siècle, dans la période finissante du gothique. La chapelle prend alors le vocable Saint-Martin de l’église ruinée. 
Au début du XIXe siècle, deux chapelles latérales formant le transept sont rajoutées ainsi que le clocher au-dessus de la chapelle sud. L’église Saint-Martin est classée aux Monuments Historiques en 1925.
En 1923, des travaux d’agrandissement débutent grâce au don de Mélanie Duval de Curzay. Il s’agit de prolonger l’édifice à l’est par un chœur et un transept qui restent inachevés.
C’est en 1988 que le Musée du Vitrail s’installe dans l’extension de l’église Saint-Martin.
Le Musée du Vitrail c’est une histoire, une rencontre qui remonte à 1988 entre la commune de Curzay-sur-Vonne et un atelier d’artistes verriers, créé par Cédric Rameau-Monpouillan alors installé à Vasles, au lieu-dit La Jallière, dans les Deux-Sèvres.
Jusqu’en 2006, l’Association du Musée du Vitrail a permis au site de rayonner tant par ses activités à l’Atelier que par l’enrichissement d’une collection de vitraux. À partir de 2009, le Musée est repris par la Communauté de communes du Pays Mélusin et depuis 2017 par Grand Poitiers Communauté urbaine.

## Le Parcours permanent
La visite du parcours permanent au rez-de-chaussée permet de découvrir l'art du vitrail dans ses dimensions artistiques, historiques et techniques à travers plusieurs espaces distincts.
Un espace forum où des vidéos et des éléments tactiles permettent de comprendre les richesses du vitrail à travers ses techniques et ses origines, des claustras aux caractéristiques du Moyen Âge.
Dans la salle XIXe siècle, sont exposées des pièces remarquables de grands ateliers, tel que l'Atelier Lobin de Tours avec des vitraux, dits archéologiques, mais aussi des œuvres civiles provenant de maisons bourgeoises et de châteaux. Le vitrail du Bon pasteur (1960), prêté par l'Archevêché de Tours se distingue car il renvoie à l'un des plus grands maîtres verriers d'après-guerre : Max Ingrand, maître verrier mais aussi designer et décorateur, a marqué le renouveau du vitrail sacré avec un style singulier et résolument moderne.
L'espace Art nouveau est un retour vers la Belle époque (fin XIXe siècle-1914), période grandiose du vitrail de décoration en France, avec des vitraux d'exception comme les deux panneaux du Vitrail Nocturne de Lux Fournier, datés de 1906. 
L'espace contemporain étonnera, avec une série de vitraux de la collection, des années 1990 à nos jours où la création artistique actuelle est à l'honneur.

## Expositions Temporaires
- Trompe-l'oeil (2020)

Justine Dablanc - Serge Elphège - Corinne Flanet - Yves Gack - Benoit Girault - Selma Lecurieux - Thomas Masson - Anaëlle Pann - Carolyn Rogers 
- VitrOpolis - Quand le vitrail rencontre la science-fiction et la bande dessinée (2019)

Ateliers Loire et Yûichi Yokoyama - Dom - Yves Gack - Marina Gélineau - Nicolas Jaguelin - Pauline Le Goïc - Clovis Nébot et Tôma Sickart -Cyril Micol - Chloë Quiban - Anne Salvagnac
- Toiles de verre - L'art des peintres verriers d'aujourd'hui (2018)

Anaëlle Pann, Philippe Riffaud, Françoise Théallier et Murielle Vissault.
- A(r)typique (2017)

Dom (Dominique Morlet), Charles Narçon et Sylvie Ometz.
- Légendes (2015 et 2016)

Judith d'Esquerchin, Marina Gélineau et Robert Keillor.
- Sur les chemins du rêve : FOLON - ATELIERS LOIRE (2014)

Jean-Michel Folon, Gabriel Loire, Jacques, Hervé et Bruno Loire.
- Art déco : Les Années Folles (2013)

Serge Elphège, Brigitte Nogaro et Cyril Micol.
- La Belle Époque (2012)

Corinne Flanet, Isabelle Flores, Laurent Fournier, Pierre-Marie Leboullenger, Maryse Maillard-Félix, Laure Rondeau et Claude Thoraval.
- Instantanés de verre (2011)

Anne Even (photographe) et Laurence Bourgeois (plasticienne) ; Stéphane Arrondeau (Docteur en Histoire et maître verrier) et Michel Ducreux (maître verrier).
- Transparence végétale (2010)

Florent Chaboissier, Coline Fabre, Emmanuelle Grand, Christian Herry et Christelle Pothier.
- L’Été du vitrail (2009)

Jean-Jacques Fanjat, Thierry Gilhodez, Tao et Michel Guével, Annet Perrin, Suzanne Philidet, Didier Quentin et Cédric Rameau-Monpouillan.
- Hidéo Matzuda – Le Vitrail se lève à l’Est (2005)

- Antonio Dias Ribeiro (2005)
- Le vitrail, création, conservation et restauration (2004)
- Esprit et inventaire d’une collection… (2003)

Thierry Chevauché, Job Guével, Annet Perrin et Suzanne Philidet
- Marine (2002)

[Vitraux] Christiane et Philippe Andrieux, Aurélie Basille, Elsa Blanchard, Christine Cocar, Jacques Crosnier, Frédéric Dori, Luc Fournier, Julie Garcia-Gouard, Thierry Gilhodez, Françoise Gormand-Duval, Paolo Glira, Marie-Josèphe et Michel Guével, Jacques Loire, Annet Perrin, Suzanne Philidet, Anne Pinto, Philippe Riffaud, Tao Schütz, Françoise Théallier, Sébastien Trouvé et la Galerie du Vitrail de Chartres.
[Mosaïques] Nathalie Benoist d’Estiveaud, Antoine Ferreira et Claudia Monello Glira.
(Photographies] Michel Bourdin.
- Jean Mauret, maître verrier (2001)
- Quelques notes en verre et pour tous (2000)

Léo Amery, Anne Brugirard, Thierry Chevauché, Thierry Gilhodez, Françoise Gormand Duval, Michel Guével, Anne Le Chevallier, Marie Marot Six, Claude Menetrey, Maryline Monel, Annet Perrin, Suzanne Philidet, Frédéric Pivet, Philippe Riffaud et Tao Schütz.
- Un siècle de vitrail féminin en France (1999)

Christiane Andrieux, Sophie Berecz, Elisabeth Brenas, Anne Le Chevallier, Françoise Clarion, Christine Cocar, Jeanne Corrier, Coline Fabre, Léa Guével, Marie-Josèphe Guével, Thérèse Jouve, Florence Maynard, Maryline Monel, Brigitte Nogaro, Véronique Ognar, Eve Pascal, Anne Pinto, Suzanne Philidet, Claire de Rougemont, Marguerite Savot Guével, Tao Schütz, Rosine Sicot, Françoise Susini et Françoise Théallier.
- Loire, un atelier familial à Chartres au 20e siècle (1998)

Gabriel Loire, Jacques, Hervé et Bruno Loire, et la Galerie du Vitrail de Chartres.
- Il était une fois… la Saga des Guével (1997)

Job, Léa, Michel et Marie-Josèphe Guével.
- Max Ingrand (1996)

## Résidences d’artistes
Depuis 2012, le Musée du Vitrail  accueille, sur la saison estivale, un artiste verrier en résidence à l’Atelier.
Celui-ci travaille sur son projet afin de réaliser une œuvre et les visiteurs peuvent aller le rencontrer après leur visite du Musée. L'œuvre est ensuite exposée au Musée.

- Marina Gélineau - Life (2019)
- Pierre Tatin - Aliénor du futur - Entre histoire et anachronisme (2018)
- Hélène Fortin-Rincé - Empreinte(s) (2016)
- Nicole Barondeau - Impression, Colonnes Un Été à Curzay (2015)
- Chloë Quiban - L'Aube (2014)
- Serge Elphège - Mélusine (2013)
- Émilie Thomas - Instants volés (2012)